# Павловский, Николай Николаевич
Никола́й Никола́евич Павло́вский (6 (18) декабря 1884, Орёл, Российская империя — 12 мая 1937, Ленинград, СССР) — учёный в области гидравлики и гидротехники, академик Академии наук СССР (1932), специалист в области гидравлики грунтовых вод, открытых потоков, фильтрации и гидротехнического строительства. Основатель научной гидравлической школы.

## Биография
Николай Николаевич Павловский родился 6 (18) декабря 1884 года в Орле. В 1905 году с золотой медалью окончил Орловскую гимназию и в этом же году поступил в Петербургский институт инженеров путей сообщения, который с отличием окончил в 1912 году. В 1919 году он был избран на должность профессора этого института и Лесного института, а в 1921 году — Петроградского политехнического института, в котором работал с 1913 года (изначально — в должности ассистента кафедры гидравлики инженерно-строительного факультета). В разные годы Н. Н. Павловский проводил исследования и руководил работами по гидравлике и гидротехнике в Государственном гидрологическом институте (1918—1921), Государственном научно-мелиоративном институте (1921—1931), Государственном институте сооружений (1929—1932).
С 1915 года, являясь вместе с Г.К. Ризенкампфом одним из руководителей составления проекта орошения 500 тысяч десятин Голодной степи, он разрабатывал более совершенные приёмы гидравлических и гидротехнических расчётов сооружений. На основании результатов его исследований была составлена «Общая пояснительная записка», которая длительное время служила для инженеров основным руководством для расчётов. В 1917 году он написал работу о намывных плотинах и провёл ряд других важных исследований.
В 1921 году совместно с профессорами Г.К. Ризенкампфом и И.И. Московитиновым обратился в СНК с инициативой создания в Петрограде научного института. В результате 5 сентября 1921 года при Сельскохозяйственном Учёном Комитете был создан Научно—мелиорационный институт (впоследствии ВНИИГ). Его возглавил Георгий Константинович Ризенкампф.
В 1922 году Н. Н. Павловский закончил создание одного из важнейших своих трудов — «Теория движения грунтовых вод под гидротехническими сооружениями и её основные приложения», в котором впервые напорная фильтрация рассматривалась как задача математической физики. В этой работе были предложены новые принципы проектирования гидротехнических сооружений, разработана теория напорного и безнапорного движения грунтовых вод. В 1924 году она была блестяще защищена Павловским в качестве диссертации в Ленинградском политехническом институте.
29 марта 1932 года Н. Н. Павловский был избран действительным членом Академии наук СССР.
Ему принадлежат капитальные руководства: «Гидравлический справочник» (1924) и «Курс гидравлики» (1928). Им впервые была предложена степенная формула для определения коэффициента Шези, впоследствии названная его именем (формула Павловского), а также разработан способ приближённого интегрирования уравнения установившегося неравномерного медленно изменяющегося движения жидкости в призматическом русле. Н. Н. Павловский принимал участие в создании крупных гидротехнических сооружений в СССР — Волховской, Днепровской и Свирской гидроэлектростанций, в строительстве Московского метрополитена, участвовал в правительственных экспертизах по проблеме Большой Волги и по проекту защиты Ленинграда от наводнений.
Николай Николаевич Павловский погиб 12 мая 1937 года в Ленинграде в результате несчастного случая, попав под грузовой автомобиль. Похоронен на Богословском кладбище.

## Память
- В 1940 году лаборатории фильтрации ВНИИГ им. Б.Е.Веденеева было присвоено имя академика Н. Н. Павловского.
- Гранитная мемориальная доска на здании инженерно-строительного факультета Санкт-Петербургского государственного политехнического университета по улице Политехнической, д. 29. В этом здании Н. Н. Павловский работал с 1921 по 1937 год.
- Мраморная мемориальная доска на здании ВНИИГ им. Б. Е. Веденеева по улице Гжатской, д. 21. В 2006 году была разбита в результате акта вандализма[9].